# Nunatak Venera-9
Nunatak Venera-9 är en nunatak i Antarktis. Den ligger i Östantarktis. Australien gör anspråk på området. Toppen på Nunatak Venera-9 är 1 844 meter över havet.
Terrängen runt Nunatak Venera-9 är huvudsakligen en högslätt. Trakten är obefolkad. Det finns inga samhällen i närheten.